# Temps parental partagé au Canada
Pour un article plus général, voir Garde partagée.
En droit canadien, le temps parental partagé (autrefois nommé garde partagée avant 2021) est défini à l'article 9 des Lignes directrices fédérales sur les pensions alimentaires pour enfants comme étant celui où un enfant habite dans deux résidences et qu’il passe au moins 40 % de son temps dans la seconde.
La Loi sur le divorce a été modifiée en 2021 pour remplacer le mot « garde » par l'expression « temps parental ». Bien que diverses modifications à la loi touchent au droit substantiel, le remplacement du terme garde par celui de temps parental est davantage un changement cosmétique de terme.

## Droit provincial
Dans le droit de certaines provinces, il peut encore être question de garde partagée parce que les provinces ne modifient pas leurs lois en même temps que le législateur fédéral, mais la communauté juridique soutient le changement de terminologie éventuel vers temps parental partagé parce que le terme « garde » susciterait  des réactions plutôt négatives chez certains justiciables.
En droit québécois, la section 3 de la partie 5 du Formulaire de fixation des pensions alimentaires pour enfants définit de la même manière la garde partagée comme étant celle où chaque parent assume au moins 40 % du temps de garde.

## Études scientifiques
Certaines études scientifiques montrent à propos du temps parental partagé que :
- 70 % des enfants canadiens anglophones désirent passer autant de temps avec chacun de ses deux parents séparés[5].
- Les conflits entre parents diminuent avec le temps en résidence alternée et ils augmentent dans les situations de garde exclusive (idem pour les faits de violence)[5].
- la résidence alternée générerait :
  - de meilleurs  résultats scolaires[5]
  - une meilleure adaptation générale des enfants à la séparation physique des parents[5]
  - de meilleures relations familiales avec père et mère[5]
  - moins de troubles de comportements et de problèmes psychologiques[5]
- La relation d’activation est favorisée chez l'enfant canadien si un parent (le père) stimule davantage les comportements exploratoires[6]

Certaines études décrivent la situation générale, ceci n'indique pas que la résidence alternée serait un "remède" à ces "maux" :
- 71 % des adolescents canadiens en échec scolaire au secondaire ne voient pas leur père[5]
- 90 % des mineurs canadiens qui font une fugue ne voient pas leur père[5]

Les jeunes Canadiens anglophones qui ne voient pas leur père montrent un niveau élevé par rapport à la moyenne de dépression et de suicide
- Les jeunes Canadiens qui ne voient pas leur père montrent des niveaux élevés de délinquance juvénile[5]
- Les jeunes Canadiens dont les parents sont séparés risquent davantage la toxicomanie que la moyenne[6]
- Les jeunes Canadiens dont les parents sont séparés risquent davantage le Trouble du déficit de l'attention avec ou sans hyperactivité que la moyenne[6]. De même les comportements dits antisociaux (agressivité, vol, non-respect des règles, impulsivité, opposition, mensonge et vandalisme)[6]

- Les jeunes Canadiens qui ne voient pas leur père sont davantage victimes d'exploitation, de mauvais traitements et ont une plus faible estime d'eux-mêmes[5]
- Les jeunes Canadiens dont les parents sont séparés risquent davantage l'échec scolaire que la moyenne[6]
- Les jeunes Canadiens qui ne voient pas leur père sont davantage victimes de syndrome d'aliénation parentale que la moyenne[5]
- Dans les familles monoparentales ou recomposées canadiennes les garçons sont beaucoup plus sujets au suicide que les filles[6]